# 越智秀男
越智 秀男 （おち ひでお、1940年2月29日- ）は、日本の空手師範である。段位は九段、そして元日本空手協会で（JKA）組手 （スパーリング）とカタ （パターン）世界チャンピオン。彼はまたドイツ代表チームのコーチ（1971年、1972年、1975年のヨーロッパ選手権）とJKAヨーロッパのチーフインストラクターも務める。1997年、 ドイツ連邦共和国功労勲章を受章 。愛媛県西条市出身。